# FREDON France
FREDON France est un réseau national sans but lucratif fédéré depuis 1931. Il intervient principalement sur des missions de surveillance du patrimoine végétal français, de gestion des espèces nuisibles à la santé humaine, la santé des végétaux et la santé environnementale. Le réseau est composé de fédérations régionales indépendantes : chaque région se saisit de problématiques inhérentes à son territoire.

## Histoire
En novembre 1926, il est créé la Ligue nationale de défense contre les ennemis des cultures ; le 30 juin 1931, elle se constitue officiellement à l'occasion d'une Assemblée générale à Paris. Elle évolue ensuite en Fédération nationale des groupements de protection des cultures (FNGPC) puis en Fédération nationale de lutte contre les organismes nuisibles (FNLON). Elle fédère l'ensemble des Fédérations régionales de lutte et de défense contre les organismes nuisibles (FREDON),,. 
En 2013, FNLON devient FREDON France,. En 2019, face à l'élargissement des missions et du champ d'activité du réseau, le groupe annonce dans un communiqué de presse l'abandon de la formule développée de son acronyme. À la suite de cette décision, « FREDON » devient une marque déposée : elle ne renvoie plus à "Fédération régionale de lutte contre les organismes nuisibles".

## Missions

### Santé des végétaux
Les entités régionales de FREDON France sont reconnues par l'Etat en tant qu'organismes à vocation sanitaire dans le domaine du végétal et son accréditées ISO/CEI 17020 en tant qu'organismes d'inspection. Dans ce cadre, le réseau est missionné par le Ministère chargé de l'Agriculture pour surveiller l'émergence d'organismes nuisibles aux végétaux réglementés. En cela, ce groupe participe à la surveillance sanitaire officielle des végétaux, certifie l'état sanitaire des plantes pour l'établissement des passeports permettant leurs déplacements sur le territoire de l'Union Européenne ou vers l'étranger en cas d'export. FREDON France fait également partie du Comité de pilotage de la plateforme d'épidémiosurveillance en santé végétale, réseau destiné à la surveillance sanitaire végétale fondé par d'importants acteurs dans le domaine.

### Santé humaine

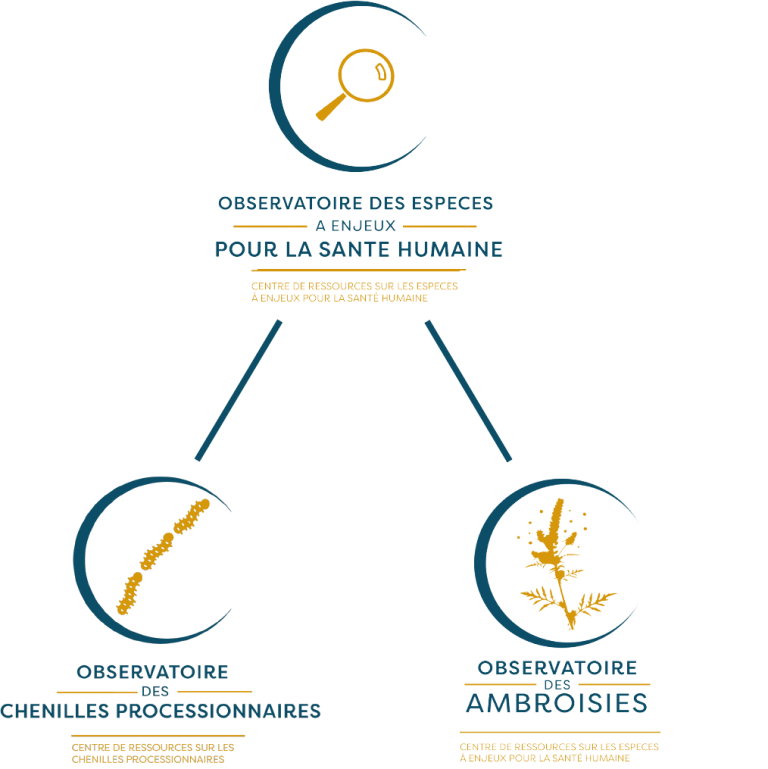
Organigramme de l'Observatoire des espèces à enjeux pour la santé humaine

Depuis 2017, le réseau est désigné par le Ministère des Solidarités et de la Santé pour l'animation et le fonctionnement d'un centre national de prévention et de lutte contre certaines espèces invasives,. Cette mission se concrétise notamment dans l'animation de l'Observatoire des espèces à enjeux pour la santé humaine, lui-même subdivisé en un Observatoire des ambroisies et un Observatoire des chenilles processionnaires.
Le 4 septembre 2020, l'Etat fait voter un arrêté rendant obligatoire, pour les distributeurs et vendeurs de végétaux, la mise à disposition d'informations préalables à l'acte d'achat concernant les espèces susceptibles de porter atteinte à la santé humaine. FREDON France est chargé, par le Ministère chargé de la Santé, de la mise en ligne et l'actualisation d'un site internet dressant la liste de ces différentes espèces,. 

### Santé environnement
FREDON France effectue des missions de conseil et d'accompagnement auprès des collectivités, des professionnels et des particuliers quant à leurs pratiques environnementales. Ce type d'action se décline dans le cadre de la gestion des espèces exotiques envahissantes, dans la mise en place de plans de gestion différenciée des espaces verts, de gestion des déchets verts ou bien dans l'entretien des espaces extérieurs sans utilisation de produits phytosanitaires de synthèse,.